# Archernis nictitans
Archernis nictitans là một loài bướm đêm trong họ Crambidae.